# Jiří Letáček
Jiří Letáček (Pardubice, 9 de enero de 1999) es un jugador de fútbol checo que juega como portero en el Getafe C. F.

## Trayectoria
Letáček se formó en las categorías inferiores del FK Pardubice. En 2018 fue promocionado al primer equipo. Después, con el ascenso del FK Pardubice desde la Liga Nacional de Fútbol, hizo su debut en la Chance Liga checa el 13 de marzo de 2021, a la edad de 22 años, contra el SFC Opava con una derrota por 1-0. En la temporada 2022–23, fue cedido al Baník Ostrava. En la temporada 2023-24, con ficha en propiedad del Baník Ostrava, fue el tercer mejor portero de la Liga de Fútbol de la República Checa con 9 porterías a cero.
El 13 de julio de 2024, Letáček firma un contrato por cuatro años con el Getafe C. F.

## Selección nacional
Letáček ha jugado en los equipos sub-16 y sub-18 de la selección nacional de la República Checha. En 2019, fue convocado en una concentración con la Selección Checa Sub-21 en la que se jugaron dos partidos amistosos, pero en los que él permaneció como reserva.